# Prismacolor
Prismacolor (читається Прізмаколор) — торгова марка професійних товарів для художників, заснована компанією Berol в 1938 році. Продукція виготовляється компанією Newell Brands. Вироби лінії Prismacolor — це кольорові олівці, графітні олівці та м’яка пастель. Серед інших продуктів гумки, точилки для олівців та футляри.
В останні роки Prismacolor виробляє акварельні кольорові олівці та вугілля для малювання.

## Історія
Компанія Eagle Pencil була заснована в 1800-х роках у місті Йонкерс, штат Нью-Йорк. Через 5 років син Даніеля Берозльцгеймера Генрі придбав першу в місті будівлю із залізними каркасами для нової фабрики. Компанія випускала ручки, олівці, тримачі для ручок та гумки. У 1897 році Лондонське відділення підтвердило політику продажу високоякісних товарів. З роками компанія змінювала свою продукцію.
У 1952 році компаня Margros Ltd аснована П.Г.Хулі, який винайшов порошковий барвник Powdered Colour і продавала його безпосередньо школам. Бізнес розростався і фірма була продана компанії Eagle Pencil Company в 1967 році.
Компанія, яка згодом стала Osmiroid International була заснована в 1824 році Джеймсом Перрі, який залучив свого брата до сфери виробництва ручок. У 1989 році компанію викупила компанія Berol Ltd.
2 листопада 1995 року компанія Newell об’єднала зусилля з Berol. Злиття двох компаній зробило Berol філією корпорації Sanford.

## Продукти

### Кольорові олівці
Одним з основних продуктів Prismacolor є кольорові олівці. Лінії кольорових олівців називаються Scholar і Premier. Олівці Scholar виготовляються з твердого воску і, як правило, мають менше пігментації, ніж основна лінія Premier. Вони дешевші за лінію Premier, оскільки виготовляються з урахуванням побажань аматорів, або художників-початківців. Всього існує 60 різних кольорів для початківців, які доступні в упаковках по 12, 24, 48 та 60 шт. Лінії Premier доступні в декількох різних підкласах - Softcore, Verithin, Watercolor, Col-erase та Art Stix.
Маючи 150 різних кольорів, лінія Softcore від Prismacolor зараз випускається під назвою Prismacolor Premier має найбільшу кольорову варіацію серед усіх кольорових ліній олівців. Олівці мають циліндричну дерев'яну оболонку діаметром 7 мм, з восковою серцевиною діаметром 4 мм. Олівці Prismacolor Premier можна придбати поштучно, в окремих нароборах для малювання портретів Portret (12 шт.), рослин Botanical Garden (12 шт.), пейзажів Lendskape (12 шт.), води Under the Sea (12 шт.), манга (Manga 23 шт.). Набори пропонуються в упаковках по 12, 24, 36, 48, 72, 132, або в наборі 150 шт. Віск, з якого виготовлені олівці, дозволяє їм гарно та легко змішуватися кольорами. Поширена проблема називається «восковим цвітінням». Це трапляється, коли у кольорових олівцях більше воску ніж пігменту. Це призводить до того, що серцевина олівців може бути дуже крихкою і воскова плівка з’являється на місцях використання олівця, через це утворюється більш біла або «вимита» пляма. Восковий наліт можна зняти, обережно розтерши уражену ділянку м’якою тканиною. Деякі люди вирішують цю проблему за допомогою фіксатора розпиляючи його на малюнку, щоб запобігти повторній появі.
У цій лінійці є олівець, відомий як безбарвний блендер для змішування кольорів. Олівець блендер - це прозорий, безбарвний, восковий олівець, який використовується поверх кольорового шару для змішування та закріплення пігменту олівців.

#### Веритин
Олівці Verithin бувають 36 кольорів. Вони мають серцевину 0,7 мм, що розміщена у шестигранній дерев'яній оболонці. Їх можна придбати в картонній коробці по 12, 24 і 36 шт. Олівці призначені для використання для отримання більш тонких деталей та окреслення.

#### Акварельні олівці
Акварельні кольорові олівці Premier забезпечують легке нанесення і добре розчиняються у воді. Вони доступні в наборах по 12, 24 та 36 шт.

### Маркери
Лінія маркерів, які виробляє Prismacolor, призначена для створення ілюстрацій. Загальним методом використання маркерів Prismacolor є нанесення кольорів шарами. Різні методи дозволяють наносити колір різними способами. Художники використовують різні кольори від однієї кольорової лінії для створення тіней та текстур на художній роботі.

### Пастель
Prismacolor пропонує кілька різновидів пастелі. Пастелі мають дві лінії: професійну Artist та лінію для новачків Student. Художні пастелі мають вищий коефіцієнт пігменту, що дає більш насичений колір. Пастелі Student містять більше наповнювачів та побічних продуктів, які допомагають пастелі підтримувати форму. Пастелі для художніх робіт мають більше насичених пігментів, а відсутність великої кількості сполучної речовини призводять до того, що продукт стає більш крихким, але при цьому дорогим. Тверда пастель виготовляється так само, як і м'яка пастель, але містить більше сполучного матеріалу і менше пігменту. Пастельні олівці призначені для малювання тонких деталей. Форма і розмір пастельних олівців нагадують кольорові олівці і підходять для роботи на відкритому повітрі. Олійні пастелі стійкіші ніж м’які пастельні і для роботи не потребують закріплювача (фіксатора). На відміну від інших видів пастелей, пастелі на олійній основі не будуть розмиватися, кришитися або виділяти пил при роботі на папері. Пігменти можуть розподілятися на малюнку подібно до олійної фарби і доступні як для початківців так і професійних художників.

## Зовнішні посилання
- Офіційний сайт